# جولیا رگنارسون
جولیا رگنارسون (انگلیسی: Julia Ragnarsson؛ زادهٔ ۳۰ ژوئیهٔ ۱۹۹۲) هنرپیشه اهل سوئد است.
از فیلم‌ها یا برنامه‌های تلویزیونی که وی در آن نقش داشته‌است می‌توان به پل، لحظه‌های به یادماندنی، و خون‌بهای میلیونر اشاره کرد.